# Weickersgrüben
Weickersgrüben ist ein Gemeindeteil der Gemeinde Gräfendorf im unterfränkischen Landkreis Main-Spessart in Bayern.

## Geographie
Das Kirchdorf liegt auf 231 m ü. NHN in einem Seitental der Fränkischen Saale. Durch Weickersgrüben verläuft die Kreisstraße MSP 17 nach Michelau an der Saale. Auf dem Gebiet der Gemarkung Weickersgrüben befindet sich die Roßmühle mit einem Campingplatz. Südwestlich des Ortes liegt das Dorf Aschenroth, nordöstlich befinden sich Morlesau und Ochsenthal.